# Новомосковская (станция метро, Сокольническая линия)
«Новомоско́вская» (до 3 июля 2024 года — «Коммуна́рка») — станция Московского метрополитена на Сокольнической линии. Связана пересадкой с одноимённой станцией на Троицкой линии. Расположена в районе Коммунарка (НАО) на территории деревни Столбово. Открытие состоялось 20 июня 2019 года в составе участка «Саларьево» — «Коммунарка» (ныне «Новомосковская»). По конструкции — колонная трёхпролётная станция мелкого заложения с одной островной платформой.
Самая южная из подземных станций Московского метрополитена.

## История

### Проектирование
В июле 2017 года был утверждён проект планировки строительства участка Сокольнической линии метро от станции «Саларьево» до Коммунарки протяжённостью 9,4 км, включающий четыре станции, в том числе «Коммунарку».
16 марта 2018 года на сайте госзакупок стартовал конкурс на выполнение подрядных работ по строительству участка «Саларьево» — «Столбово» к октябрю 2019 года; итоги конкурса были подведены 28 апреля. 14 января 2019 года был произведён технический пуск участка«Саларьево» — «Коммунарка». Открытие станции состоялось 20 июня 2019 года.

### Строительство
Июнь 2017 года: начинается подготовка к строительству.
Октябрь 2018 года: началась отделка платформы станции.
Январь 2019 года: состоялся технический запуск участка метро от «Саларьево» до «Коммунарки».
14 марта 2019 года: завершены основные строительно-монтажные и архитектурно-отделочные работы.
20 июня 2019 года: состоялось торжественное открытие станции.

## Перспективы
В 2025 году за станцией планируется построить электродепо «Столбово», которое заменит недостроенное электродепо «Саларьево».

## Архитектура и оформление
Продолжение Сокольнической линии из четырёх новых станций стало частично наземным, однако станция «Новомосковская», как и «Ольховая», построена подземной.
В декабре 2017 года дизайн станции был утверждён Москомархитектурой, основными цветами на станции являются белый, серый и бежевый. Для облицовки путевых стен использованы металлокерамические панели рубиново-красного цвета (как на станции метро «Некрасовка») с еле заметным геометрическим узором. Для отделки станции применены натуральные материалы: колонны облицованы мрамором, пол — гранитом.
| - Название на путевой стене - Путь на станции |

## Расположение и вестибюли

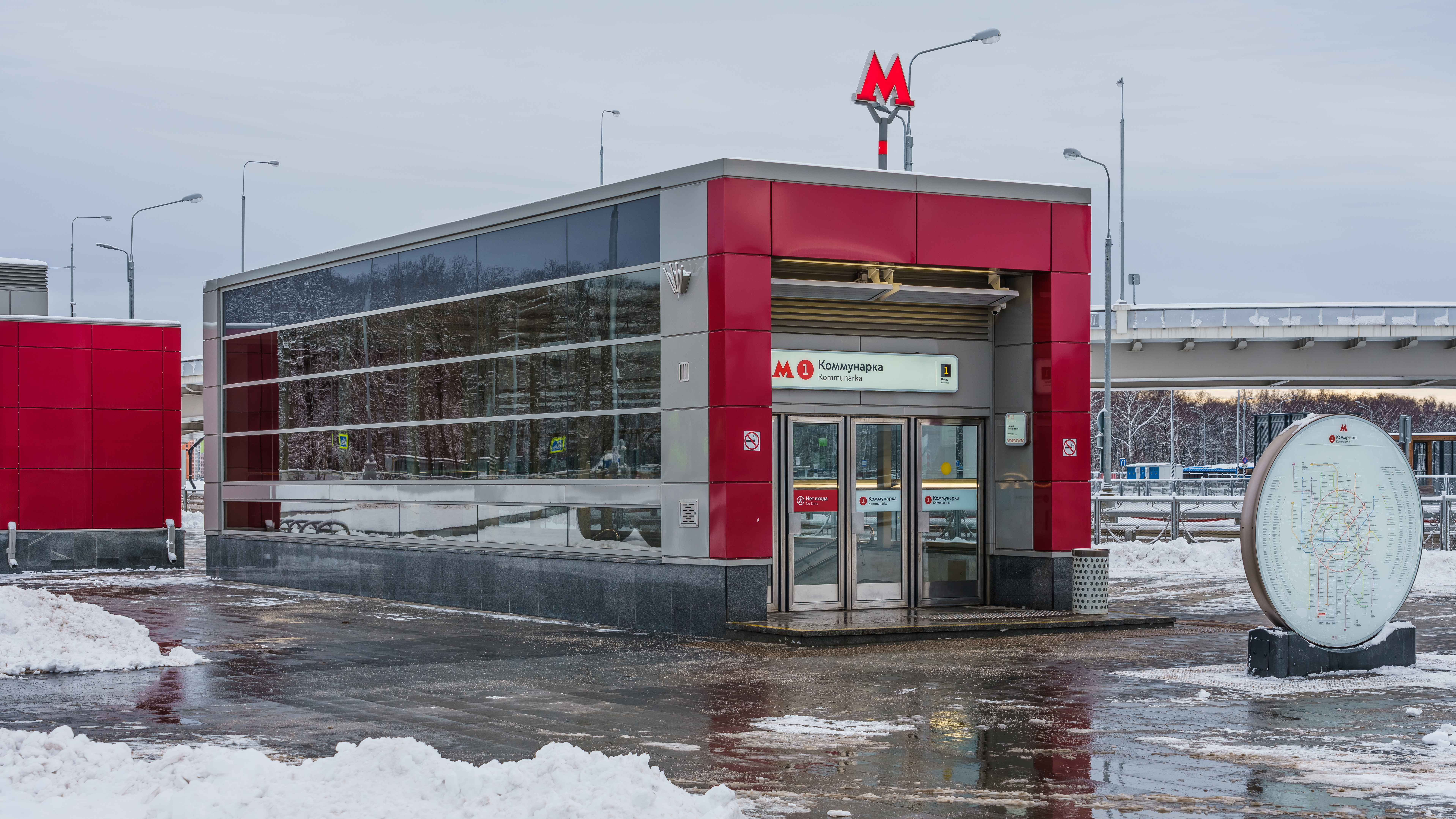
Один из входов со стороны Фитарёвской улицы

Станция располагается на территории Новой Москвы, недалеко от деревни Столбово, у частично построенной автодороги Солнцево — Бутово — Варшавское шоссе в районе посёлка Коммунарка Новомосковского административного округа Москвы, вблизи строящегося ЖК «Москвичка».
Станция имеет два вестибюля (северо-западный временно закрыт до завершения строительства транспортно-пересадочного узла и пересадочной станции), наземные павильоны которых облицованы серым и коричневым гранитом, а боковые стены выполнены из рубиново-красного стекла. Юго-восточный вестибюль оборудован двумя лифтами для маломобильных категорий граждан. На базе станции к концу 2024 года (после завершения строительства станции «Новомосковская» Троицкой линии) будет организован транспортно-пересадочный узел «Столбово», который, в свою очередь, станет частью административного-делового центра в посёлке Коммунарка. Площадь ТПУ составит около 300 тысяч м², площадь АДЦ — 550 га.

## Мнения о названии станции
Переименование «Коммунарки» в «Новомосковскую» имеет неоднозначные оценки в рядах специалистов: так, по мнению председателя Союза пассажиров России Кирилла Янкова, у нового названия отсутствует топонимическая связь с местом расположения станции, — в Новой Москве, которая, будучи районом, не является каким-то конкретным географическим объектом на отдельно взятой местности, также предлагая взамен название «Столбово» для станции «Коммунарка», поскольку она находится рядом с одноимённой деревней. Аналитик транспортного движения «Транспорт и горожане» Владислав Булгаков, напротив, считает переименование «Бачуринской» в «Коммунарку» рациональным ввиду нахождения станции на территории одноимённого посёлка.

## Путевое развитие
За станцией расположены шестистрелочные оборотные тупики.

## Галерея
| - Станция в январе 2020 года - Будущий переход на станцию «Новомосковская» Троицкой линии - Предыдущее название на путевой стене - Посадочная платформа |